# Ferroviário Nampula
Der Clube Ferroviário de Nampula ist ein mosambikanischer Fußballverein mit Sitz in Nampula. Die Mannschaft spielt in der Moçambola, der höchsten Spielklasse des Landes. Der Spitzname des Vereins lautet Axinenes.

## Geschichte
Der Clube Ferroviário de Nampula wurde am 13. Oktober 1924 gegründet und wie viele andere große mosambikanische Ferroviario-Clubs als Betriebssportmannschaft der CFM, der staatlichen Eisenbahngesellschaft Mosambiks, ins Leben gerufen und finanziell unterstützt wird. 1999 stieg Nampula erstmals in die Moçambola auf und hielt 2000 mit Platz 7 (von 12) die Klasse.
Im Jahr 2003 gewann Ferroviário Nampula gegen Ferroviário Maputo (1-1) 5-4 nach Elfmeterschießen das Finale der Taça de Moçambique und holte damit den ersten Titel im mosambikanischen Pokal. Durch den Gewinn der Liga erreichte der Verein erstmals die Qualifikationsrunde des CAF Confederation Cup. In der ersten Runde dieses Wettbewerbs scheiterte Ferroviario mit 1-2 (Hinspiel) und 0-4 (Rückspiel) gegen den südafrikanischen Club Wits University FC.
Ein weiterer Höhepunkt folgte in der Saison 2004, als Nampula zum ersten Mal die Moçambola gewann. Dies führte zu ihrer ersten Teilnahme an den Qualifikationsrunden der CAF Champions League im Jahr 2005. Obwohl sie im ersten Spiel gegen den tansanischen Verein Simba SC knapp verloren, zeigte ihre Teilnahme den wachsenden Erfolg des Vereins auf internationaler Ebene.
Nach einem erfolgreichen Auftritt im mosambikanischen Pokalfinale 2007, in dem sie gegen Costa do Sol mit 3-0 unterlagen, qualifizierte sich der Eisenbahnclub erneut für die Qualifikationsrunden des CAF Confederation Cup 2008. Obwohl sie einen Sieg im Rückspiel errangen, reichte es nicht aus, um die nächste Runde zu erreichen, da sie das Hinspiel mit 3-0 gegen den simbabwischen Verein Highlanders FC verloren.
Der Verein erlebte 2009 seinen ersten Abstieg aus der Moçambola. Trotz des Rückschlags gelang es ihnen, sich durch eine kuriose Tabellensituation in der Campeonato Provincial Nampula und den Aufstiegsplay-offs der Nordzone zurückzukämpfen. Punkt- und Torgleich mit Ferroviário Nacala Velha belegten sie den ersten Platz und gingen ins Entscheidungsduell. Das Finalissima fand in Quelimane statt und wurde von Ferroviário de Nampula mit 3-1 gewonnen, womit der Aufstieg gesichert war.
Von 1993 bis 2007 war Filipe Nyusi, der spätere Präsident Mosambiks, Geschäftsführer der staatlichen mosambikanischen Eisenbahngesellschaft CFM, die den Fußballclub Ferroviário de Nampula in der ersten Liga sponserte.

## Erfolge
- Mosambikanischer Meister: 2004
- Mosambikanischer Pokalsieger: 2003
- Mosambikanischer Pokalfinalist: 2007
- Mosambikanischer Zweitligameister: 1999, 2010

## Stadion
Der Verein trägt seine Heimspiel im Estádio do Nampula in Nampula aus. Das Stadion hat ein Fassungsvermögen von 4000 Personen.

## Bekannte Spieler
- Fazito: Wurde als jüngster Spieler in den Kader der mosambikanischen Nationalmannschaft zum Afrika-Cup 2024 in der Elfenbeinküste berufen. Er war jedoch nur der dritte Torhüter und spielte kein Spiel während des Turniers.[11]
- Carlos Queiroz: Ist ein bekannter portugiesisch-mosambikanischer Fußballtrainer. Als Spieler machte er sich keinen Namen und war von 1973 Torhüter in der Jugend bei Ferroviário de Nampula.[12]
- Sérgio Faife: War im Kader Mosambiks während des Afrika-Cups 1998, spielte jedoch kein Spiel.[13]